# Hypnites flagelliferus
Hypnites flagelliferus là một loài rêu trong họ Amblystegiaceae. Loài này được J.-P. Frahm mô tả khoa học đầu tiên năm 2006.